# Кутейниковская
Кутейниковская — станица в Зимовниковском районе Ростовской области. Административный центр Кутейниковского сельского поселения.
Основана в 1877 году
Население — 1203 (2010)

## История
Станица Кутейниковская основана в 1877 году (по другим данным в 1879 году) из Бемдякинской и Геленгякинской сотен Среднего улуса Калмыцкого округа Области войска Донского. Названа по имени атамана генерал-майора Д. Е. Кутейникова (1827—1836). С 1884 года в составе Сальского округа Области войска Донского. 
Изначально Бемдякинской называлась вторая сотня Среднего улуса Калмыцкого округа Всевеликого Войска Донского. К середине XIX века калмыцкое население стало переходить к оседлости. Начало оседлости можно установить в «Списке населённых мест по сведениям 1859 года». Там впервые упоминается хурульский молитвенный, один общественный и одиннадцать обывательских домов в Бемдякинской калмыцкой сотне. Всего в сотне кочевало 583 кибиток, проживало 1897 человек. В Геленгякинской сотне в 1857 году имелась хурульская молитвенная кибитка и один обывательский дом. Всего числилось 542 кибитки, в которых проживало 2014 человек.
Согласно данным первой Всероссийской переписи населения 1897 года в станице Кутейниковской проживало 1517 человек, в том числе 44 при хуруле. В станичный юрт также входило 5 хуторов (Жирный, Николаевский, Сальский, Сарановский, Хурульный) и 10 временных поселений. Всего в юрте станицы проживало около 6600 человек.
К 1915 году в станице насчитывалось 205 дворов, в которых проживало 823 душ мужского и 776 душ женского пола. В станице имелись станичное приставство, хуторское мужское и приходское училища, три ветряные мельницы.
В результате Гражданской войны население станицы резко сократилось. Согласно первой Всесоюзной переписи населения 1926 года население станицы составило 237 человек, в том числе 188 калмыков.
В 1929 году в станице был организован колхоз имени Городовикова. В том же году станица была включена в состав Калмыцкого района Сальского округа (округ ликвидирован в 1930 году) Северо-Кавказского края (с 1934 года — Азово-Черноморского края, с 1937 года — Ростовской области).
С 1932 по 1944 годы станица являлась административным центром Калмыцкого района. В марте 1944 года калмыцкое население было депортировано, Калмыцкий район была упразднён, а станица включена в состав Зимовниковского района Ростовской области.
В 1953 году в результате укрупнения станица стала центральной усадьбой колхоза имени Коминтерна (станица Кутейниковская, хутора Садовский, Петровский и Калинин.
В 1956 году в результате объединения колхозов имени Коминтерна, имени Ворошилова (хутора Новолодин, Жирный и Саловский), Харьковский (хутора Харьковский, Трудовой, Зюнгар и Красная Степь) и «Сальская степь» (хутор Иловайский) был образован колхоз имени XX съезда КПСС.
С 1960—1973 гг. на средства колхоза были построены новая школа, аптека, больница, пекарня, дом культуры, детский сад, магазины, машино — тракторная мастерская, летний кинотеатр, правление колхоза, кирпичный завод, проведён водопровод.
В 1996 году колхоз распался на мелкие хозяйства — сельхозартели и фермерские хозяйства.

## География
Станица расположена на западе Зимовниковского района в пределах Ергенинской возвышенности (Сальско-Манычская гряда), являющейся частью Восточно-Европейской равнины, на правом берегу реки Большая Куберле. С востока станицу обходит Верхнесальский канал. Средняя высота над уровнем моря — 49 м. Почвы — тёмно-каштановые.
По автомобильной дороге расстояние до Ростова-на-Дону составляет 240 км, до ближайшего города Волгодонск — 45 км, до районного центра посёлка Зимовники — 30 км.

### Климат
Климат умеренный континентальный (согласно классификации климатов Кёппена-Гейгера — Dfa). Среднегодовая температура воздуха положительная и составляет + 9,5 °C, средняя температура самого холодного месяца января — 4,8 °C, самого жаркого месяца июля + 23,7 °C. Расчётная многолетняя норма осадков — 440 мм. Наименьшее количество осадков выпадает в марте (норма — 29 мм), наибольшее в декабре (47 мм) и июне (45 мм).
Часовой пояс
Кутейниковская, как и вся Ростовская область, находится в часовой зоне МСК (московское время). Смещение применяемого времени относительно UTC составляет +3:00.

## Население
| 2002 |
| ---- |
| 1189 |

| 1897 | 1915  | 1926 | 1939  | 2010  |
| ---- | ----- | ---- | ----- | ----- |
| 1517 | ↗1589 | ↘237 | ↗2812 | ↘1203 |

Национальный состав
В 1939 году в станице проживало 2812 человек, из них 1427 русских и 1111 калмыков.

## Улицы
| - ул. Береговая, - ул. Восточная, - ул. Железнодорожная, - ул. Мелиораторов, - ул. Набережная, - ул. Садовая, - ул. Советская, - ул. Школьная, | - пер. Больничный, - пер. Братьев Рой, - пер. Выгонный, - пер. Колхозный, - пер. Центральный. |

## Памятники
В 1990-х годах в станице был установлен памятник калмыкам-уроженцам этих мест, погибшим в годы Великой Отечественной войны. В заложенной капсуле значатся имена более 800 воинов-калмыков, уроженцев Ростовской области, погибших в годы войны.